# SDR39U1
SDR39U1 (англ. Short chain dehydrogenase/reductase family 39U member 1) – білок, який кодується однойменним геном, розташованим у людей на 14-й хромосомі. Довжина поліпептидного ланцюга білка становить 319 амінокислот, а молекулярна маса — 34 748.
| 10         |  | 20         |  | 30         |  | 40         |  | 50         |
| ---------- |  | ---------- |  | ---------- |  | ---------- |  | ---------- |
| MGWRRKRVPQ |  | RGRKAPPPQL |  | HGNINNLYFP |  | IRWRDRLHWD |  | SPNPAAECQR |
| HEVTLVSRKP |  | GPGRITWDEL |  | AASGLPSCDA |  | AVNLAGENIL |  | NPLRRWNETF |
| QKEVIGSRLE |  | TTQLLAKAIT |  | KAPQPPKAWV |  | LVTGVAYYQP |  | SLTAEYDEDS |
| PGGDFDFFSN |  | LVTKWEAAAR |  | LPGDSTRQVV |  | VRSGVVLGRG |  | GGAMGHMLLP |
| FRLGLGGPIG |  | SGHQFFPWIH |  | IGDLAGILTH |  | ALEANHVHGV |  | LNGVAPSSAT |
| NAEFAQTLGA |  | ALGRRAFIPL |  | PSAVVQAVFG |  | RQRAIMLLEG |  | QKVIPQRTLA |
| TGYQYSFPEL |  | GAALKEIVA  |  |            |  |            |  |            |

A: Аланін

C: Цистеїн

D: Аспарагінова кислота

E: Глутамінова кислота

F: Фенілаланін

G: Гліцин

H: Гістидин

I: Ізолейцин

K: Лізин

L: Лейцин

M: Метіонін

N: Аспарагін

P: Пролін

Q: Глутамін

R: Аргінін

S: Серин

T: Треонін

V: Валін

W: Триптофан

Кодований геном білок за функцією належить до оксидоредуктаз. 
Задіяний у такому біологічному процесі, як альтернативний сплайсинг. 
Білок має сайт для зв'язування з НАДФ. 